# Cá chiêm tinh mép trắng
Cá chiêm tinh mép trắng (tên khoa học Uranoscopus sulphureus) là một loài cá thuộc họ Uranoscopidae, phổ biến ở Ấn Độ: Biển Đỏ, Indonesia, Fiji, Samoa và Tonga. Là một loài cá sống ở rạn san hô biển, lên tới 45,0 cm chiều dài tối đa.